# Kolektyw (komiks)
Kolektyw – polski magazyn komiksowy wydawany w latach 2007–2012. Początkowo tworzony przez autorów komiksu internetowego, skupionych w grupie „netKolektyw”, z czasem otworzył się także na innych twórców. Wydawcą zina była Dolna Półka (imprint wydawnictwa Timof i cisi wspólnicy), pismo tworzył kolektyw redakcyjny, redaktorem technicznym zaś był Bartek Biedrzycki. Celem pisma było umożliwienie debiutu w druku młodym twórcom oraz danie pola do popisu autorom z pewnym dorobkiem.
Magazyn wychodził co pół roku, z okazji dwóch największych imprez komiksowych w Polsce - Warszawskich Spotkań Komiksowych (do 2009) i Festiwalu Komiksowa Warszawa (od 2010) oraz Międzynarodowego Festiwalu Komiksu i Gier w Łodzi. Od numeru trzeciego każda odsłona „Kolektywu” posiadała temat przewodni, zaś od numeru piątego w magazynie pojawiły się stałe serie, publikowane w systemie zmianowym: Najwydestyluchniejszy, Recours, Miska owoców, Sarkis Karchazjan, Kapitan Mineta oraz Drużyna A.K.. Dziesiąty numer magazynu był zarazem numerem ostatnim.
Na łamach magazynu publikowali m.in.: Konrad Okoński, Robert Sienicki, Bartek Biedrzycki, Jakub Dębski, Michał Dzitkowski, Jan Mazur, Łukasz Okólski, Igor Wolski, Daniel Chmielewski, Unka Odya, Piotr Nowacki, Bartosz Sztybor, Maciej Pałka, Maciej Łazowski, Bartosz Szymkiewicz, Robert Adler, Karol Kalinowski.

## Wydane numery[1]
- „Kolektyw #1” - Warszawskie Spotkania Komiksowe 2007
- „Kolektyw #2” - Międzynarodowy Festiwal Komiksu w Łodzi 2007
- „Kolektyw #3 - Miejskie Legendy” - Warszawskie Spotkania Komiksowe 2008
- „Kolektyw #4 - Czterej jeźdźcy” - Warszawskie Spotkania Komiksowe 2009
- „Kolektyw #5 - Gra” - Międzynarodowy Festiwal Komiksu i Gier w Łodzi 2009
- „Kolektyw #6 - Potwór” - marzec 2010
- „Kolektyw #7 - Siedem” - Międzynarodowy Festiwal Komiksu i Gier w Łodzi 2010
- „Kolektyw #8 - Kontakt” - kwiecień 2011
- „Kolektyw #9 - Woda” - Międzynarodowy Festiwal Komiksu i Gier w Łodzi 2011
- „Kolektyw #10” - Festiwal Komiksowa Warszawa 2012